# 下妻站

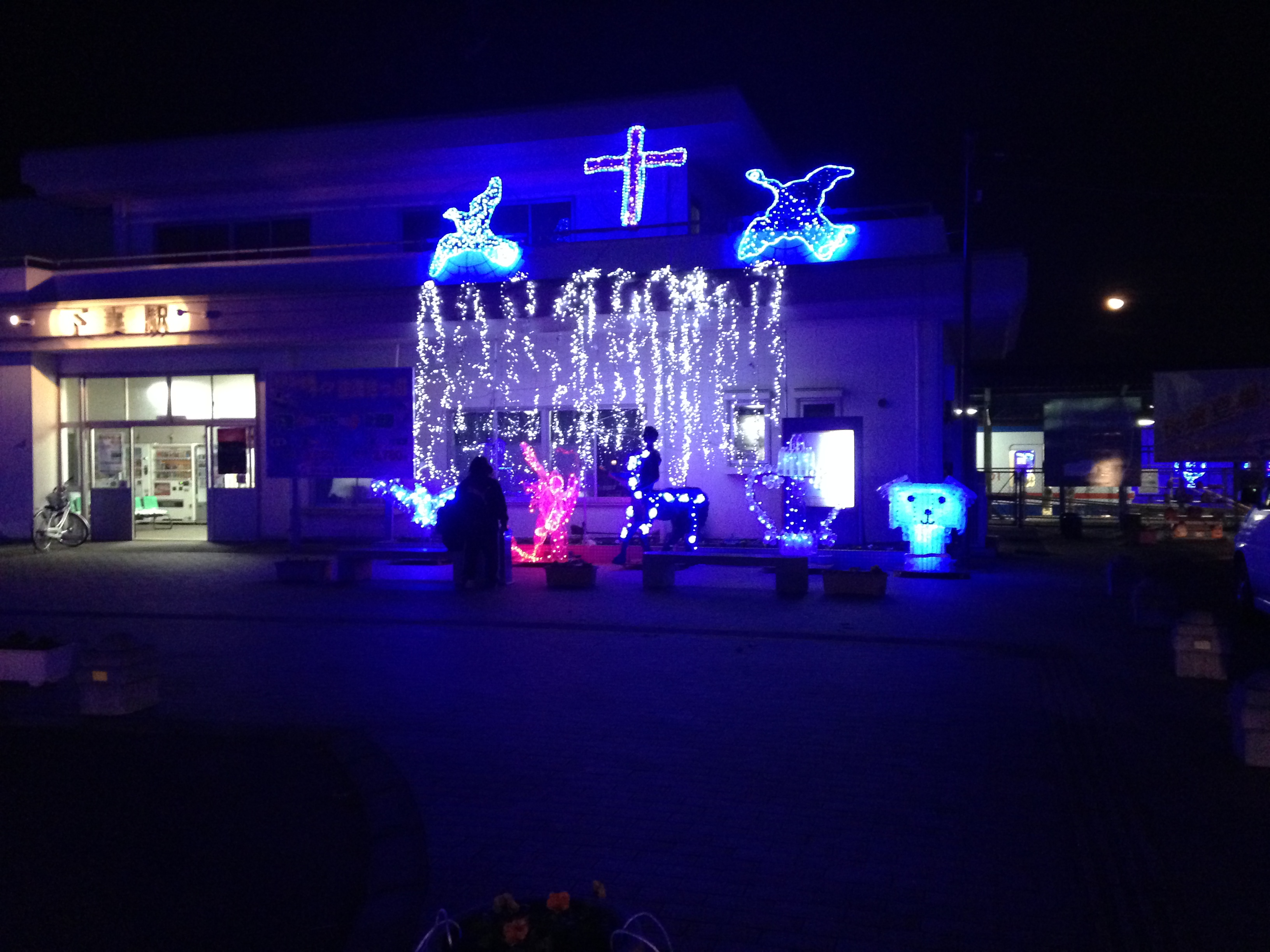
「下妻“冬”物語~第二章~燈飾之夜」(2013) 於車站附近的燈飾。

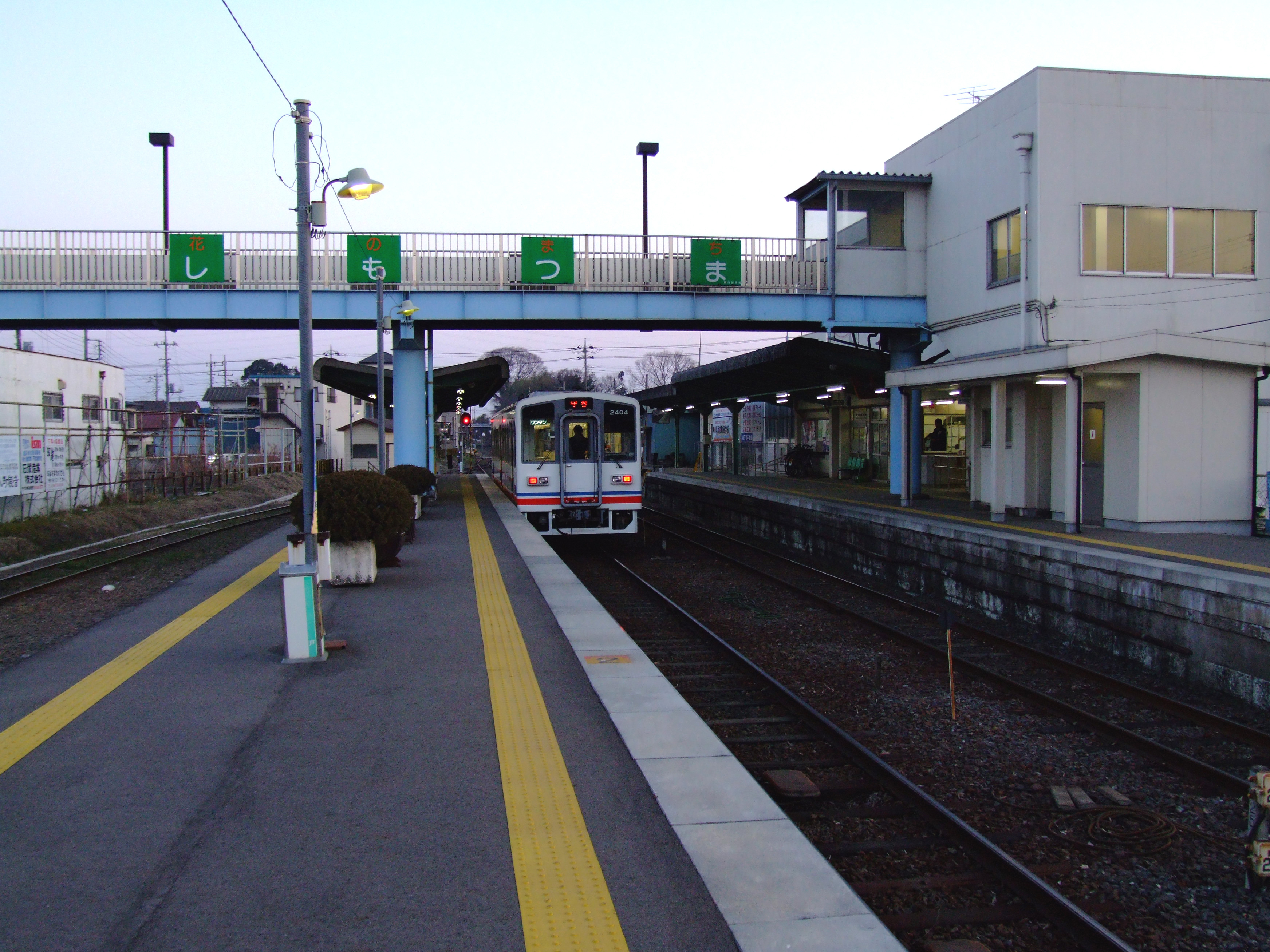
月台

下妻站（日语：／ Shimotsuma eki */?）是位於茨城縣下妻市下妻乙363番2號，關東鐵道的常總線車站。

## 概要
此站是下妻市代表車站，位於該市市中心。鄰近砂沼廣域公園、小貝川親睦公園、和平之里下妻。

### 在此站行走的運行形態
- 上行（石下、水海道、守谷、取手方向）
  - 日間每小時設有1-3班普通列車（前往取手，部分前往守谷）停靠，部分時段設有快速列車停靠。部分列車可在水海道轉乘另一架前往取手[注釋 1][4]。
- 下行（下館方向）
  - 日間每小時設有2班普通列車（前往下館）停靠，部分時段設有快速列車停靠[4]。

## 歷史
- 1913年（大正2年）11月1日 - 常總鐵道（日语：常総鉄道）車站啟用[1]。
- 1945年（昭和20年）3月30日 - 與筑波鐵道（第一代）（日语：筑波鉄道 (初代)）合併，成為常總筑波鐵道（日语：常総筑波鉄道）車站[1]。
- 1965年（昭和40年）6月1日 - 與鹿島參宮鐵道（日语：鹿島参宮鉄道）合併，成為關東鐵道車站[1]。
- 2009年（平成21年）3月14日 - 此站可以使用IC卡PASMO[1]。

## 車站構造
此站是地面車站，設有2面3線的混合式月台，可進行列車交會。此站是直營車站。月台靠近取手一方設有站內平交道。車站大樓位於車站西邊、車站東西兩邊設有跨線橋連接。此站設有列車夜間停泊。

### 月台
| 月台 | 路線    | 方向                   |
| ---- | ------- | ---------------------- |
| 1    | ■常總線 | 下館方向               |
| 2    | ■常總線 | 水海道、守谷、取手方向 |
| 3    | ■常總線 | （臨時）               |

## 使用狀況
以下為近年乘車人次變化。
| 乘車人員變化 | 乘車人員變化 |
| 年度         | 1日平均人次  |
| ------------ | ------------ |
| 1998         | 701          |
| 1999         | 658          |
| 2000         | 670          |
| 2001         | 619          |
| 2002         | 550          |
| 2003         | 536          |
| 2004         | 579          |
| 2005         | 617          |
| 2006         | 654          |
| 2007         | 773          |
| 2008         | 829          |
| 2009         | 775          |
| 2010         | 769          |
| 2011         | 752          |
| 2012         | 831          |
| 2013         | 827          |
| 2014         | 864          |
| 2015         | 830          |
| 2016         | 883          |
| 2017         | 916          |

## 車站周邊
車站位於下妻市區東邊，鄰接「栗山」地區。在該地區中設有旅館、袋店、單車店的商店街。隨著下妻市區邁向衰退，市內開始看見結業商店和空置商店。在對面，車站南邊設有國道125號，沿國道上設有路邊商店。車站後方（車站東邊）設有新市區，該處設有市政廳、郵局、銀行分店和補習社等設施。在車站周邊設有2所高等學校。「AEON Mall下妻」距離車站東邊2.6公里，為該地域最大型的商業設施。
- 國道125號 (日本)
- 下妻市政廳
- 下妻郵局（日语：下妻郵便局）
- 下妻砂沼郵局
- 下妻消防署
- 砂沼（日语：砂沼）
  - 砂沼陽光海灘 - 轉乘巴士（西行）
- 多賀谷城蹟（下妻城蹟）
- 親鸞聖人靈蹟
- 千靜神社
- 茨城縣立下妻第一高等學校（日语：茨城県立下妻第一高等学校）[1]
- 茨城縣立下妻第二高等學校（日语：茨城県立下妻第二高等学校）[1]
- 下妻市民文化會館
- 下妻市民俗資料館
- 筑西公共職業安定所下妻出張所（Hello Work下妻）
- AEON Mall下妻（日语：イオンモール下妻） - 轉乘巴士（乘坐前往土浦、筑波中心方向的巴士，東行）

## 巴士路線
在站前廣場附近設有關鐵紫色巴士下妻總部營業所。鐵路線以南北走向，而巴士路線以東西方向伸延，但是西方的路線最遠只能到達啤酒公園，不能前往古河市方向。該處設有下妻站巴士站，以下為停靠的巴士路線：
- 關鐵紫色巴士（日语：関鉄パープルバス）、關東鐵道
  - 經北條 前往土浦站

- 關鐵紫色巴士
  - [71]經田中、筑波中心（日语：つくばセンター） 前往學園並木
  - （直行）前往筑波中心
  - 石下站〜下妻站線只有從石下站出發的單向路線，沒有從下妻站出發的班次[注釋 2]

- 筑西、下妻廣域連攜巴士（委托關鐵紫色巴士運行）
  - 經關城分所前 前往川島站

- 下妻市社區巴士「西蒙先生巴士」（委托關鐵紫色巴士運行）
  - 前往啤酒公園下妻（日语：ビアスパークしもつま）
  - 前往小貝川親睦公園

### 廢止
- 關鐵紫色巴士曾經設有前往駕駛執照中心方向（急行若葉號（日语：わかば号）古河、下妻、下館路線）的路線，於2020年2月1日取消。
- 曾經過去設有茨城急行自動車（日语：茨城急行自動車）（茨急）前往古河站方向的巴士路線，於2003年取消。另外，在1990年代初前，曾經設有途經上岩井、野田市前往北越谷站的巴士路線。
- 曾經設有期間限定的茨城觀光自動車（日语：茨城観光自動車）（茨觀）巴士路線。
- 曾經JR巴士關東的東古河妻線（日语：ジェイアールバス関東古河支店#路線バス）、南筑波線（日语：南筑波線）停靠「下妻上町」巴士站，該巴士站距離車站較近。後來篠崎轉向場 - 下妻上町 - 松本之間的巴士路線在2006年3月31日取消。

## 相鄰車站
關東鐵道
■常總線
快速
石下－下妻－下館
普通
宗道－下妻－大寶

## 注腳

## 外部連結
- 下妻站 | 車站案內 （页面存档备份，存于）（日語） - 關東鐵道